# Krnja Jela (Sjenica)
Krnja Jela (Servisch cyrillisch Крња Јела) is een plaats in de Servische gemeente Sjenica. De plaats telt 47 inwoners (2002).